# Général de corps d’armée

Rangabzeichen

Général de corps d’armée (GCA) ist der zweithöchste militärische Dienstgrad in Frankreich im Rang eines Generals. Ein Général de corps d’armée entspricht einem Generalleutnant in einigen anderen Ländern, er trägt jedoch vier Sterne als Rangabzeichen.
Er rangiert über dem Général de division. Die Anrede lautet mon général (weiblich: général).